# Джан (повесть)
Джан — повесть Андрея Платонова. Написана в 1935 году, после поездки писателя, в 1934 г., по Средней Азии. При жизни Платонова советская цензура полностью повесть в печать не пропустила, и публиковались только фрагменты: в 1938 г. в «Литературной газете» в виде рассказа «Возвращение на родину», в 1947 г. в «Огоньке» в виде рассказа «Счастье вблизи человека». Уже после смерти писателя, в 1963 г., в журнале «Сельская молодёжь», № 3, появилось несколько глав.
Повесть была опубликована в 1964 году, почти через 30 лет после написания, в казахстанском литературном журнале «Простор» (№ 9), но в усечённом виде. В 1988 г. она была экранизирована режиссёром Бако Садыковым на киностудии «Таджикфильм» под названием «Смерч» (сценарий написали Бако Садыков и Чингиз Айтматов).